# 希隆斯克地區亞沃日納
希隆斯克地區亞沃日納是波蘭的城鎮，位於該國西部，距離首府弗罗茨瓦夫49公里，由下西里西亞省負責管轄，面積4.34平方公里，最高點海拔高度238米，2006年人口5,240。
50°55′N 16°26′E / 50.917°N 16.433°E